# Oliver Tambo
Oliver Reginald Tambo (født 27. oktober 1917, død 24. april 1993) var en sydafrikansk anti-apartheid-politiker og en central skikkelse i African National Congress (ANC). Han blev født i Mbizana i det østlige Mpondoland, i det som i dag er Eastern Cape. 
I 1940 blev han, sammen med flere andre, bl.a. Nelson Mandela, udvist fra Fort Hare University efter at have deltaget i en studenterstrejke. I 1942 vendte han tilbage til sin tidligere skole i Johannesburg for at undervise i naturvidenskab og matematik. 
Tambo var, sammen med Mandela og Walter Sisulu, grundlægger af ANC Youth League i 1943. Ungdomsorganisationen foreslog, at man skulle ændre taktikken i antiapartheid-arbejdet. Tidligere havde ANC forsøgt at fremme sin sag ved optog og demonstrationer, men ANC Youth League mente, at dette var utilstrækkelig til at opnå gruppens målsætninger og foreslog sit eget handlingsprogram, som anbefalede boykot, civil ulydighed, strejker og samarbejdsnægtelse som virkemidler. 
I 1955 blev Oliver Tambo generalsekretær i ANC, efter at Walter Sisulu blev sat i husarrest af den sydafrikanske regering. I 1959 blev han dømt til fem års husarrest af regeringen.
Som en reaktion på dette blev Tambo sendt udenlands af ANC for at mobilisere international modstand mod apartheid. Han var involveret i dannelsen af South African United Front, som bidrog til at Sydafrika blev ekskluderet fra Commonwealth i 1961. I 1967 blev Tambo fungerende præsident i ANC, efter at Albert Lutuli døde. I 1985 blev han genvalgt som præsident i ANC. Han fik et slagtilfælde i 1989 men fortsatte med at være et symbol for antiapartheid-arbejdet, både udenlands og i Sydafrika.
Han kom tilbage til Sydafrika i 1991 efter over 30 års eksil i Zambia. Tambo døde på grund af komplikationer efter et nyt slagtilfælde i april 1993.
27. oktober 2006 fik den internationale lufthavn i Johannesburg navn efter Tambo; OR Tambo International Airport